# Nothofagus glauca
Nothofagus glauca är en tvåhjärtbladig växtart som först beskrevs av Rodolfo Amando Philippi, och fick sitt nu gällande namn av Fridolin Krasser. Nothofagus glauca ingår i släktet Nothofagus och familjen Nothofagaceae. Inga underarter finns listade i Catalogue of Life.

## Bildgalleri

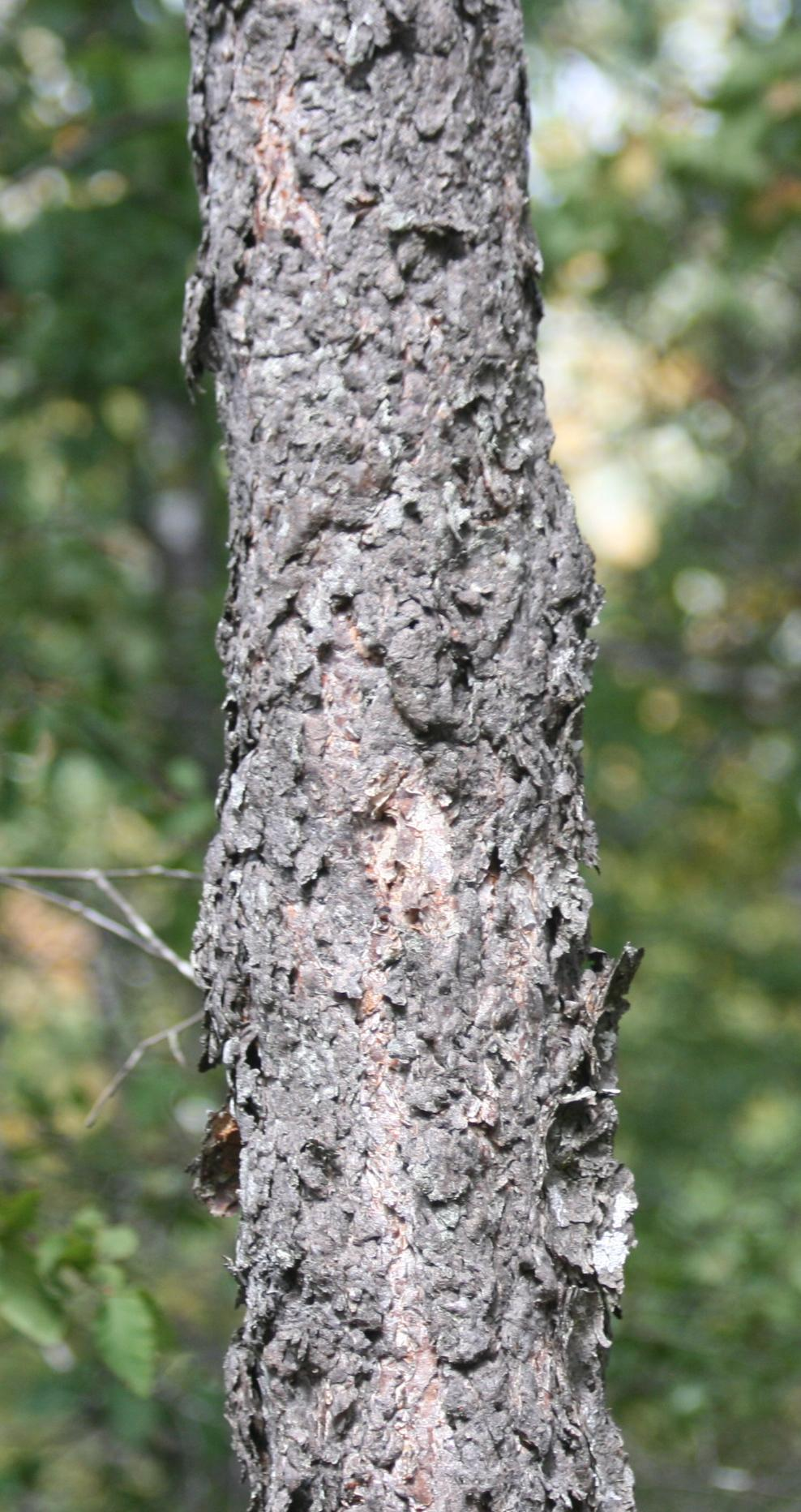